# UFC 103
UFC 103: Franklin vs. Belfort, foi um evento de artes marciais mistas promovido pelo Ultimate Fighting Championship, ocorrido em 19 de setembro de 2009 no American Airlines Center em Dallas, Texas. O evento principal foi a luta entre Rich Franklin e Vitor Belfort.

## Bônus da Noite
- Luta da Noite:  Rick Story vs.  Brian Foster
- Nocaute da Noite:  Vitor Belfort
- Finalização da Noite:  Rick Story